# Karang Penang Oloh
Karang Penang Oloh is een bestuurslaag in het regentschap Sampang van de provincie Oost-Java, Indonesië. Karang Penang Oloh telt 10.971 inwoners (volkstelling 2010).